# À quoi ça sert l'amour
À quoi ça sert l'amour est une chanson écrite par Michel Emer, paroles et musique, interprétée par Édith Piaf et Théo Sarapo pour la première fois en 1962.

## Reprises
- Mireille Mathieu en solo dans l'édition 2012 de son album Mireille Mathieu chante Piaf.

- Steven Brown dans son album Half out en 2008.
- Les Enfoirés en 2014, avec la chorale du collège Truchtersheim, dans leur album Bon anniversaire les Enfoirés.
- Chimène Badi (en duo avec Dany Brillant) dans l'album Chimène chante Piaf en 2023.